# Fabolous
Fabolous (n. 18 noiembrie 1977 în Brooklyn, New York City; pe numele adevărat John Jackson) este un rapper american. Este cunoscut și sub numele "Loso".

## Discografie

### Albume
- 2001 „Ghetto Fabolous“
- 2003 „Street Dreams“
- 2003 „More Street Dreams“ (Mixtape Album)
- 2004 „Real Talk“
- 2006 „From Nothing to Something“

### Mixtapes
- 2003 Street Dreams Pt. 2
- 2005 My Life Is Fabolous
- 2005 Internationally Known
- 2005 Real Talk: The Mixtape (Nothing But the Freestyles)
- 2005 Inventing the Remix
- 2006 Loso's Way

### Singles
- 2001 "Superwoman [Pt. II]" (Lil' Mo feat. Fabolous)
- 2001 „Can't Deny It“ (feat. Nate Dogg)
- 2001 „Young'n (Holla Back)“
- 2002 „Comedy Central“ (Clipse feat. Fabolous)
- 2002 "Trade It All, Pt.2" (feat. Jagged Edge & P. Diddy)
- 2002 „This Is My Party“
- 2002 "Basketball" (Lil' Bow Wow feat. Fabolous, Jermaine Dupri & Fundisha)
- 2003 „Can't Let You Go" (feat. Lil' Mo & Mike Shorey)
- 2003 „Into You“ (feat. Tamia)
- 2003 „Into You“ (feat. Ashanti)
- 2003 "Make U Mine (feat. Mike Shorey)
- 2003 "Drink Up (feat. Bizzy Bone)
- 2003 "Uh Oooh Remix" (Lumidee feat. Busta Rhymes & Fabolous)
- 2004 „Badaboom“ (B2K feat. Fabolous)
- 2004 „Breathe“
- 2005 „Baby“ (feat. Mike Shorey)
- 2005 "Do the damn thang"(feat. Young Jeezy)
- 2005 „Get Right (Remix)“ (Jennifer Lopez feat. Fabolous)
- 2005 "Boogie Oogie Oogie" (Brooke Valentine feat. Fabolous & Yo-Yo)
- 2005 "Murda (Mase Diss)" (feat. Paul Cain)
- 2005 "Bling Blaow" (Red Café feat. Fabolous)
- 2006 "Is It Good To You" (Yummy Bingham feat. Fabolous & Red Café)
- 2006 "Still Can't Deny" (feat. XL)
- 2006 "She takes your Money" (feat. Good Charlotte and Karen O)
- 2006 "Too Gangsta" (feat. Nasty Nate)